# Sociedad Planetaria
La Sociedad Planetaria (The Planetary Society) es una organización no gubernamental financiada por sus socios dedicada a promover la exploración espacial del sistema solar y la divulgación científica de las ciencias planetarias y la astronomía. Fue fundada en 1980 por Carl Sagan, Bruce Murray y Louis Friedman. La sociedad cuenta con unos 100 000 miembros, principalmente en los Estados Unidos, aunque posee miembros en más de 140 países. Concretamente en España las actividades realizadas han cubierto la organización en colaboración con distintas instituciones de un simposio científico conmemorando el 30 aniversario de la llegada a la Luna, la iniciativa de denominación, en honor a Cervantes, de un cráter del asteroide Eros (cráter Dulcinea), el I Congreso Ibérico de Meteoritos y Geología Planetaria, y el Simposio Homenaje a Carl Sagan ("Geología y Exploración Planetaria") en el 70 aniversario de su nacimiento.   

## Proyectos
La sociedad patrocina proyectos de investigación innovadores que puedan servir de semilla a proyectos futuros de exploración espacial. Estos proyectos son financiados por sus miembros sin fondos gubernamentales. La lista de proyectos actuales de la sociedad incluye:
Educativos
- Earthdials: Bajo el lema Dos mundos, un único Sol. Relojes solares en Marte y la Tierra mostrando la posición de ambos cuerpos y el Sol.
- Estaciones marcianas. En colaboración con Lego, proporciona la posibilidad de enviar comandos a robots en un entorno similar al marciano.
- Red Rover Goes to Mars
- Red Rover, Red Rover
- Planet Trek. Proyecto artístico sobre la naturaleza del sistema solar en Pasadena (California).

Investigación
- Becas de investigación
- Investigación de objetos cercanos a la Tierra y misiones futuras a estos cuerpos.
- Planetrek
- Velas solares. Se intentó por primera vez en 2005 con la Cosmos I, que no llegó a la órbita por problemas en el lanzamiento. En los próximos años se lanzarán otras tres velas solares.
- SETI. Búsqueda de vida extraterrestre inteligente a través de emisiones de radio.

Políticas
- Acciones políticas para promover un mayor desembolso público en investigación espacial y en la difusión del conocimiento.